# Meranoplus armatus
Meranoplus armatus é uma espécie de formiga do gênero Meranoplus, pertencente à subfamília Myrmicinae.